# ARM Cortex-A8

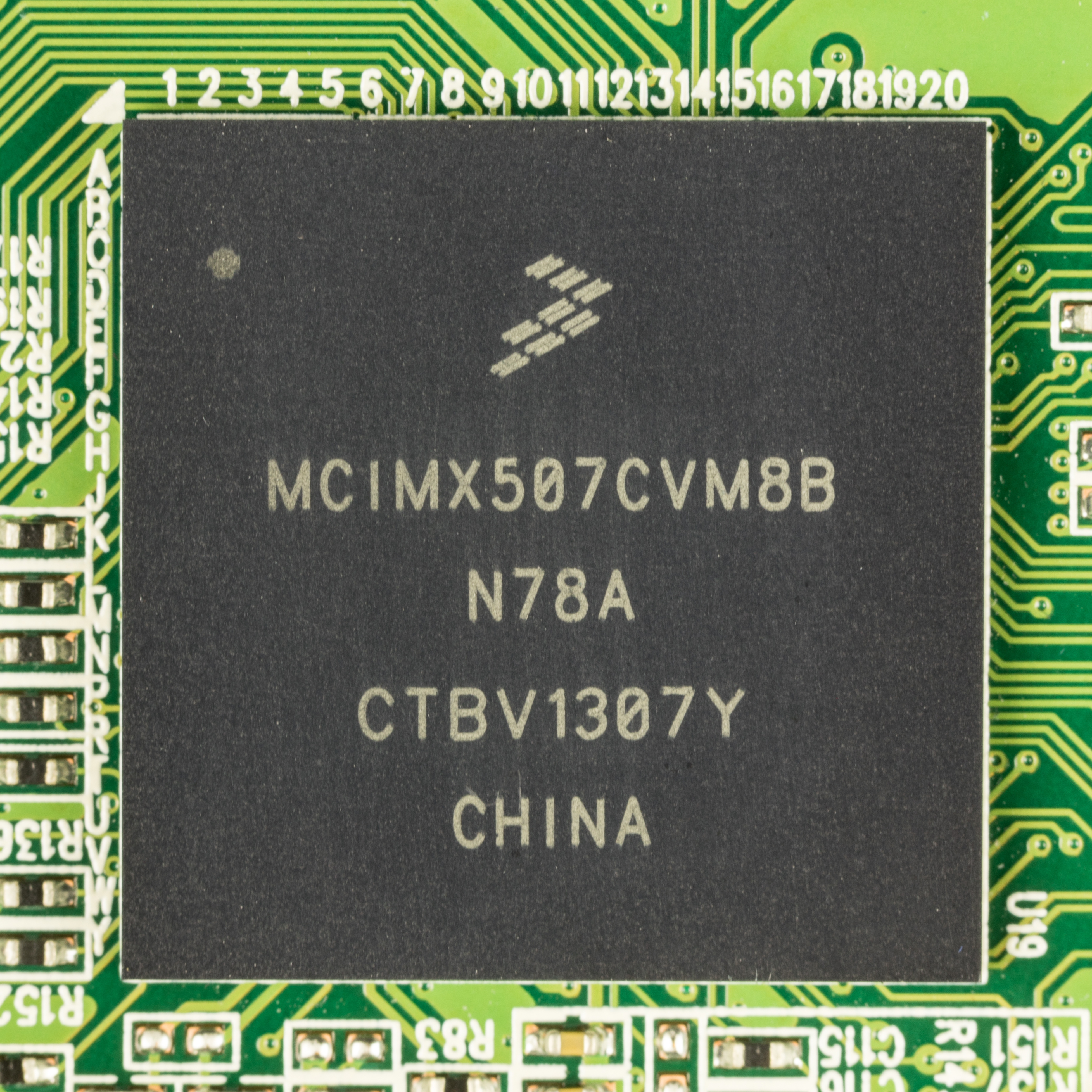
Freescale MCIMX507CVM8B

O ARM Cortex-A8 é um núcleo de processador projetado pela ARM Holdings implementação do ARM v7 ( 32-bit ) conjunto de instruções arquitetura. 
Comparado com o ARM11 core, o Cortex-A8 é um dual-issue superescalar projeto, alcançando cerca de duas vezes as instruções executadas por ciclo de clock. O Cortex-A8 foi o primeiro projeto Cortex a ser adotado em larga escala para uso em dispositivos de consumo.
As principais características do núcleo Cortex-A8 são:
- Frequência de 600 MHz a 1 GHz ou superior
- Superscalar dupla questão. microarquitetura
- NEON SIMD extensão do conjunto de instruções
- Unidade VFPv3 Floating Point
- Thumb-2 conjunto de instruções de codificação
- Jazelle RCT (também conhecido como conjunto de instruções ThumbEE)
- Unidade de previsão de desvios avançada com precisão> 95%
- Nível Integrada 2 Cache (0-4 MiB)
- 2.0 DMIPS / MHz

## Chips
Vários system-on-chips (SoC) implementaram o núcleo Cortex-A8, incluindo:
- Allwinner A1X
- Apple A4
- Freescale Semiconductor i.MX51
- Rockchip RK2918, RK2906
- Samsung Exynos 3110
- TI OMAP3
- TI Sitara ARM Processors
- Conexant CX92755

## Aplicação
O Cortex-A8 é projetado para atender às necessidades de mercados que exigem alta performance com potência-eficiência, muitas vezes integrando conectividade web, incluindo:
| Tipo de produto               | Aplicação                                                                              |
| Smartphone                    | Processador de aplicativos rodando sistema operacional móvel com todos os recursos     |
| Tablet                        | Processador de aplicativos rodando sistema operacional móvel com todos os recursos     |
| Netbook                       | Principal área de trabalho OS processador funcionamento eficiente em termos de energia |
| Set-top Box                   | Processador principal para gerenciar OS rico, multi-formato A / V e UI                 |
| TV Digital                    | Processador para gerenciar OS Rich UI, browser                                         |
| Home Networking               | Processador de controle para o gerenciamento do sistema                                |
| Storage Networking (HDD, SSD) | Processador de controle para gerenciar o fluxo de tráfego                              |
| Impressora                    | Processador de alta performance integrado                                              |